# Change Islands (gemeente)
Change Islands is een gemeente (town) in de Canadese provincie Newfoundland en Labrador. De gemeente bestaat uit het noordelijke deel van de gelijknamige Change-eilanden, een archipel aan de noordkust van het eiland Newfoundland.

## Geografie
Het grondgebied van de gemeente Change Islands bestaat uit Diamond Island en het meest noordelijke gedeelte van Change Island, dat bij verre het grootste eiland van de archipel is. Beide eilanden worden van elkaar gescheiden door de amper 80 meter brede Main Tickle, waar een brug overheen gebouwd is.

## Demografie
Demografisch gezien is Change Islands, net zoals de meeste kleine dorpen in de provincie, aan het krimpen. Doordat de gemeente zo afgelegen ligt, met name op een kleine archipel, is deze trend er nog veel steviger voelbaar dan elders. Tussen 1991 en 2021 daalde de bevolkingsomvang er van 524 naar 184, wat neerkomt op een daling van 64,9% in dertig jaar tijd.
| Jaar | Aantal inwoners | Verschil |
| ---- | --------------- | -------- |
| 1991 | 524             | –        |
| 1996 | 460             | -12,2%   |
| 2001 | 360             | -21,7%   |
| 2006 | 300             | -16,7%   |
| 2011 | 257             | -14,3%   |
| 2016 | 208             | -19,1%   |
| 2021 | 184             | -11,5%   |

## Gezondheidszorg
Gezondheidszorg wordt in de gemeente aangeboden door het Change Islands Community Health Centre. Deze lokale zorginstelling valt onder de bevoegdheid van de gezondheidsautoriteit Central Health en biedt de inwoners uit de omgeving basale eerstelijnszorg aan.

## Visserij
De gemeente noemt zichzelf de "fishing stage-hoofdstad van de wereld". Er bevinden zich zo'n 200 fishing stages en fishing stores (opslagplaatsen).

## Zie ook

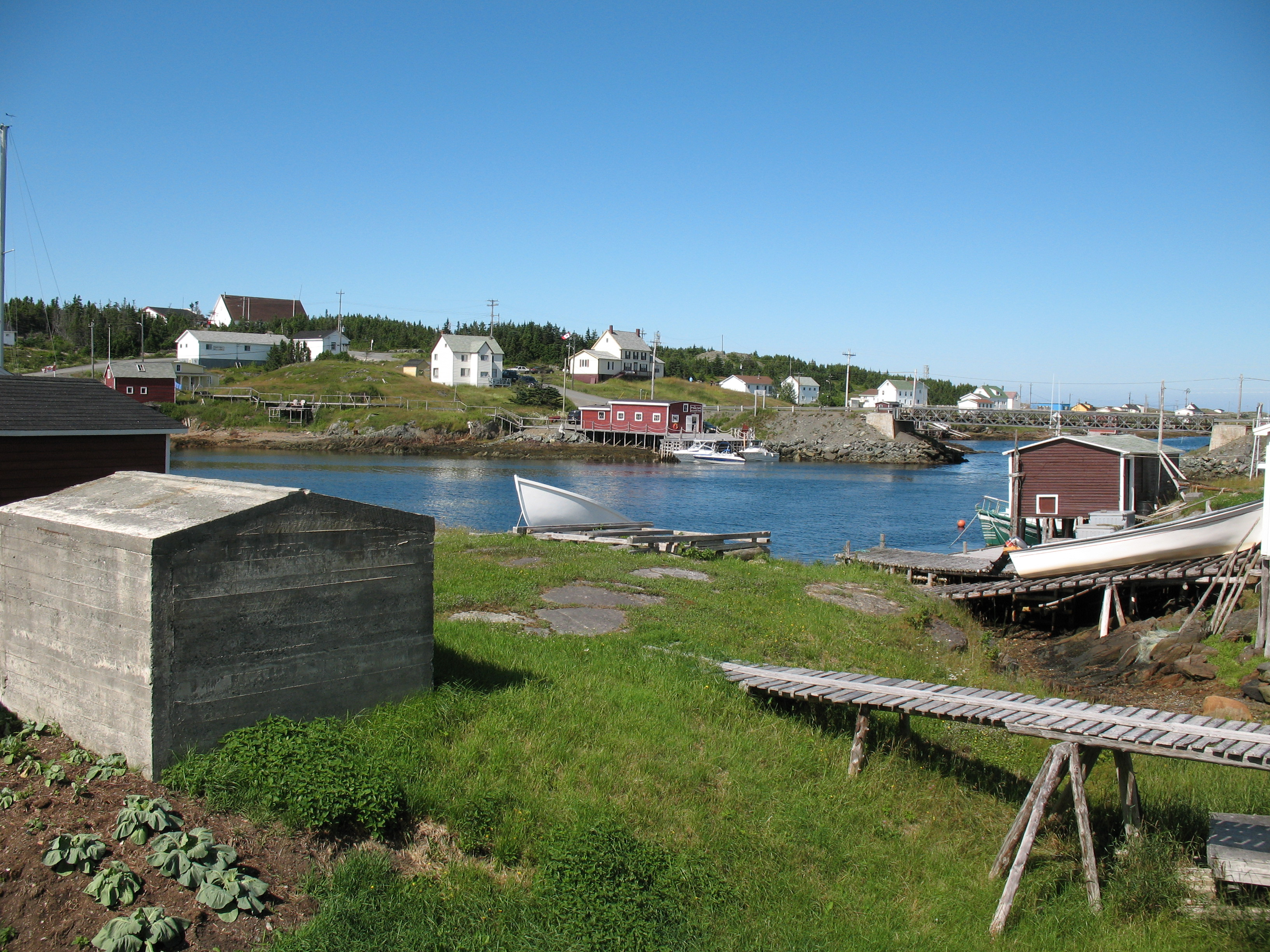
Zicht op de tickle die Change en Diamond Island van elkaar scheidt, met de brug rechts op de achtergrond. Change Island is het eiland op de voorgrond.